# بوفن‌کرک
بوفن‌کرک (به هلندی: Bovenkerk) یک منطقهٔ مسکونی در هلند است که در کریمپنروارد واقع شده‌است. بوفن‌کرک ۱۲۰ نفر جمعیت دارد.